# الدوري المغربي لكرة القدم 1996–97
الدوري المغربي لكرة القدم 1996-1997 هو الموسم 41 من البطولة الوطنية المغربية لكرة القدم . يتنافس خلاله 16 من أفضل الأندية الوطنية المغربية.توج بهذا الموسم فريق الرجاء البيضاوي .